# 清晨之門
清晨之門（Gates of Morning），是約翰·羅納德·瑞爾·托爾金（或稱J.R.R.托爾金）在小說中創造的虛擬世界。清晨之門位於中土大陸東方，是世界的入口之一。另一个则是极西的夜之门。